# Elizabeth Hawley Gasque
Elizabeth Mills Hawley, vedova Gasque, successivamente coniugata Van Exem, conosciuta come Elizabeth Hawley Gasque (Blythewood, 26 febbraio 1886 – Ridgeway, 2 novembre 1989), è stata una politica statunitense, membro della Camera dei Rappresentanti per lo stato della Carolina del Sud dal 1938 al 1939.

## Biografia
Elizabeth Mills Hawley nacque da una famiglia abbiente nella piantagione di Rice Creek vicino a Blythewood, un terreno che si estendeva per quattromila acri. Frequentò il South Carolina Coeducational Institute di Edgefield e nel 1907 si diplomò presso il college femminile di Greenville.
Nello stesso anno, si sposò con il politico Allard H. Gasque, che successivamente divenne un deputato del Partito Democratico. Nel corso del matrimonio, i Gasque ebbero quattro figli. Durante il servizio pubblico di suo marito come deputato, Elizabeth Hawley Gasque divenne molto attiva sulla scena sociale di Washington e fu organizzatrice di un evento benefico annuale in cui si raccoglievano fondi per la poliomielite.
Nel 1938, suo marito morì all'età di sessantacinque anni mentre concorreva per la rielezione dopo otto mandati. I leader democratici convinsero la vedova a candidarsi per portare a termine il mandato di suo marito in un'elezione speciale alla Camera dei Rappresentanti. Tali consultazioni elettorali si svolsero nello stesso giorno in cui i cittadini votarono per il rinnovo del Congresso; la signora Hawley Gasque prese parte solo alle elezioni speciali che avrebbero riassegnato il seggio di suo marito per gli ultimi quattro mesi, non a quelle che avrebbero eletto un nuovo deputato per i successivi due anni. Vinse le elezioni con il 96% dei voti, divenendo la prima donna a rappresentare la Carolina del Sud al Congresso, ma poiché l'assemblea non fu convocata in quel periodo, Elizabeth Hawley Gasque non partecipò mai a nessuna sessione. Un giornalista scrisse di lei: "È stata la moglie di un membro del Congresso per 20 anni e la vedova di un membro del Congresso, che portò a termine i suoi affari e si prese cura del suo distretto come se fosse il lavoro della sua vita".
Successivamente, la signora Hawley Gasque fu presidente del Dipartimento di Belle Arti della South Carolina's Federation of Women's Clubs. Sposò in seconde nozze A.J. Van Exem, assumendone il cognome. Morì nel 1989 all'età di 103 anni, divenendo il membro del Congresso più longevo della storia.
Nel 1982 fu intitolata un'autostrada a suo nome, la Elizabeth Gasque Van Exem Highway.